# 森迫永依
森迫永依（1997年9月11日—）是太田製作屬下的藝人，日本童星演員，生於日本千葉縣。畢業於上智大學。父親為日本人，母親是中國上海人。她曾演出多齣日本電視劇。
左撇子的她會吹奏色士風與說流利的普通話，於2001年加入童星劇團，2003年10月在日本電視台日劇《明天好天氣》中飾演觀月亞里莎的女兒，開始受注目。2006年初從500位童星中脫穎而出，成為富士電視台《櫻桃小丸子》真人版的櫻桃子角色，而開始廣為觀眾認識。

## 出演

### 電視劇
2002年
- 忍風戰隊HURRICANEGER（朝日電視台）第三話・第四話 —飾演 鳴子（童年）- 處女作
- 不需要愛情的夏天（TBS）第二話 —飾演亜子（童年）
- 週一神秘劇場——ラストシーン（TBS）—飾演まゆり（童年）
- 綠色聖誕（NHK）—飾演上倉彩（童年）

2003年
- 熱血小教師（1月－3月、日本電視台）—飾演  桑田なな
- 明天好天氣（日语：あした天気になあれ。）（10月－12月、日本電視台）—飾演 坂井実々
- 流轉的王妃（11月29日、11月30日、朝日電視台）—飾演 慧生（童年）

2004年
- 女人與愛與神秘——時計の針がナイフに変わるとき（1月21日、東京電視台）—飾演 夏八木香織
- 新風（4月－6月、TBS —飾演 新見萌絵
- 全面通緝（TBS）第11話出演（客串）

2005年
- 周六劇場特別企劃——火花（2月19日、朝日電視台）—飾演 梶間まどか
- 骯髒的舌頭（4月－6月、TBS）—飾演 涼野亞子
- 野豬大改造（日本電視台）第二話 —飾演 小谷信子（童年）
- 週一神秘劇場年末特別企画——計程車（12月24日、朝日電視台）—飾演 末永千恵子
- 東京ワンダーツアーズ（12月24日、日本電視台）—客串演出 濱田稟

2006年
- 功名十字路（1月、NHK）—飾演よね
- 追捕記錄（4月3日、NHK）—飾演野川あやか
- 放送15周年纪念特别篇櫻桃小丸子（4月19日、富士電視台）—飾演 櫻桃子
- あいのて（4月12日、NHK）—飾演 エイ
- 大河劇 功名十字路（5月28日 - 8月6日、NHK）—飾演 よね
- 動畫放送750集紀念篇 櫻桃小丸子 第二弾（10月30日、富士電視台）—飾演 櫻桃子
- 冰點2006（朝日電視台）—飾演 達口陽子（童年）
- 交響情人夢（富士電視台）—飾演 野田恵（童年）

2007年
- 金曜プレステージ 新春特別企画 女之一代記・向井千秋（富士電視台）—飾演 向井千秋（童年）
- 別開玩笑！（TBS）—飾演 廣瀨未戀
- 相聚一刻（朝日電視台）—飾演 五代春香

2008年
- 富士電視台新年特別電視劇 甜甜小公主（富士電視台）—飾演 牡丹餅
- 晨間小說連續劇 瞳（NHK）—飾演 岡友梨亜

2009年
- 錢與罪（1月、日本電視台）-　飾演 三國緑（幼少）
- 水戸黄門第39部 第15話「ホラ吹き娘の親孝行！・高千穂」（TBS） - 飾演 千草
- 破案天才奇娜 第6話（1月、日本電視台）- 飾演 工藤莉子
- 0號室之客（10月、CX ）- 飾演 花蓮
- 椿山課長的那七天（10月、EX ）- 飾演 根本蓮子

2010年
- 靈能力者 小田霧響子的謊言 第4話（朝日電視台） - 飾演 村上紀花

2011年
- 冬之櫻（TBS） - 飾演 石川琴音

2012年
- 上鎖的房間 第7話（富士電視台）- 飾演 西野愛美

2013年
- 古書堂事件手帖 第5話（富士電視台）- 飾演 小菅結衣
- 幽靈女友（關西電視台） - 飾演 森野小夜

2016年
- AKB驚悚之夜　腎上腺素之夜 第33話「隧道」（朝日電視台）

2018年
- 相棒season16 第18話「ロスト〜真相喪失（LOST～真相喪失）」（朝日電視台）- 飾演 李雨欣

2022年
- 逃亡醫F 第4話、第5話（日本電視台）- 飾演 チュンヤン
- 難破MG5 第8話（富士電視台）- 飾演 水野友美

2023年
- 妝紅人生（日本電視台）- 飾演 足立小夏

2025年
- Ensemble 第1話（日本電視台）- 飾演 光永有彩

### 綜藝節目
- 猜謎！日本語王（2005年11月、TBS）- ゲスト
- はねるのトびら（2006年、フジテレビ）- ゲスト
- SMAP×SMAP（2006年、關西電視、富士電視台）（お兄さんといっしょ）- ゲスト

### 電影
- 人造人 CASSHERN（2004年）—飾演 ルナ（童年）
- 戀愛復活／滿溢心中的愛（2005年10月公開）—飾演 葵
- 祈禱（2005年秋公開）—飾演 めぐみ
- 天使（2006年春公開）—飾演 ちい
- 英國電影 海蒂（日語配音版）（2006年7月15日公開）—海蒂
- 憑神（2007年）—飾演 死神おつや
- ラストラブ（2007年）—飾演 阿川佐和役

### 網劇
- たからもの（GyaO）-飾演武田千（童年）